# 2010年危地马拉城地陷

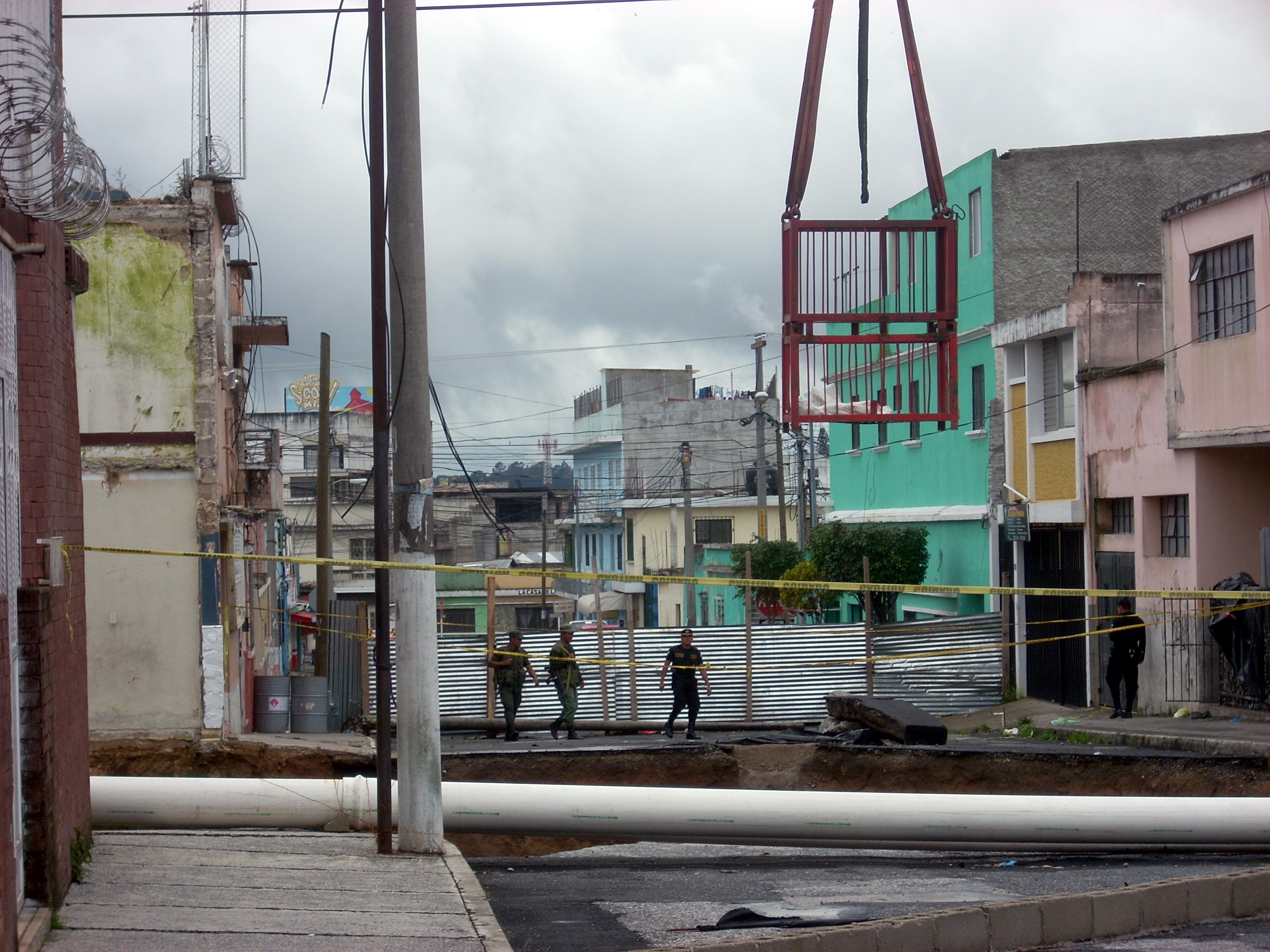
位于佐纳2区的2010年地陷

2010年危地马拉城地陷是在危地马拉共和国危地马拉省危地马拉城佐纳2区出現的一个约20米宽、30米深的灾难性地陷，該地陷吞噬了一幢三层楼高的工厂和一位保安，造成至少15人死亡。这个地陷的形成有多个不同的原因，其中包括2010年的热带风暴阿加莎、帕卡亚火山爆发，以及下水管道的破裂和泄露等。多位地质学家要求危地马拉政府加大对下水道系统的检查频率，并对地陷的填充提出了新的方案。

## 背景
总体而言，危地马拉城出现地陷的风险很高而且无法预测。2007年该市就曾出现过一个类似的地陷，深度更达到100米。2007年危地马拉城的地陷是由于下水道中的液体对该市未胶结的沉积火山灰、石灰岩和其它火山碎屑岩的侵蚀作用引起。自那以后，该市对废水和径流的处理方式有所改进，管道周围的这一危害性也就相应得到了缓解。同時，連场暴雨的雨水渗入地下並进一步溶解危地马拉城的地下岩层，也促进了地陷的坍塌。2010年这个地陷的坍塌也有着类似的原因。

## 形成

### 排污管道

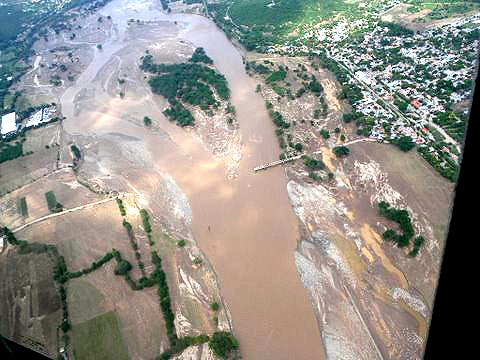
热带风暴阿加莎在危地马拉引发的洪水。

危地马拉城是建立在火山浮岩沉积层上，地陷也是因此形成。这些沉积层密度较低，而且未经固结，所以很容易受到侵蚀。据达特茅斯学院地质学家山姆·博尼斯（Sam Bonis）所称，由于城市区划法规和建筑规范较为宽松，所以只要漏水的水管长时间没有得到修理，就足以达到地陷形成所需要的条件。博尼斯表示，瓜地牙拉市的这个地陷并非地质上的落水洞（英語：sinkhole），因为落水洞的形成存在自然因素，但这一个主要是人为造成的。此外博尼斯还称，落水洞通常都是从石灰岩上形成，但危地马拉城地下数百米都不存在石灰岩，他因此建议将这个地陷改称为某种与管道有关的名称。

### 热带风暴阿加莎

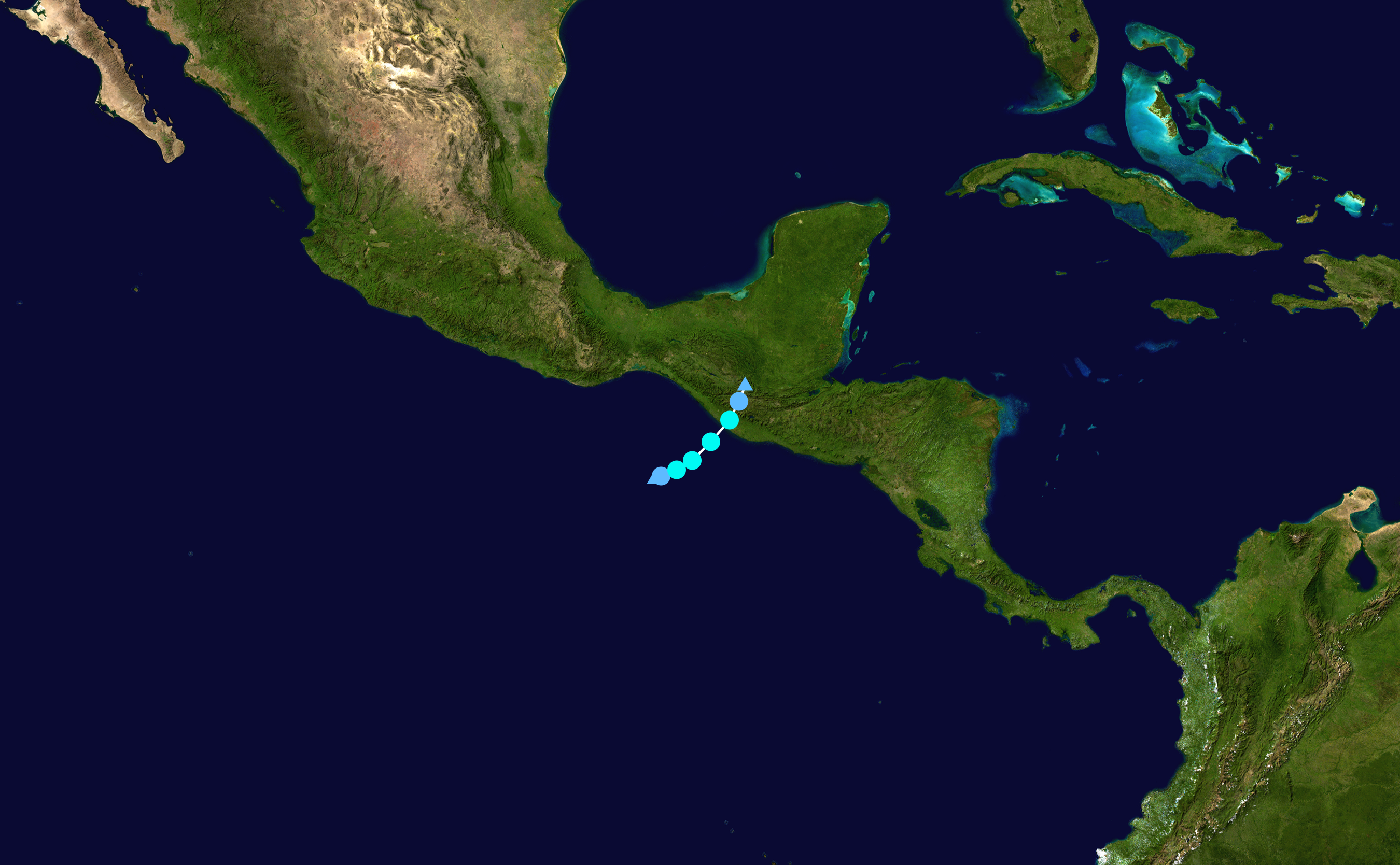
热带风暴阿加莎的路径图。

2010年5月24日，气象预测部门在哥斯达黎加西海岸发现了一个低压槽。5月29日，这股低气压增强为热带风暴，美国国家飓风中心因此将其命名为阿加莎（Agatha）。当天稍後，系统在略有增强后以每小时75公里的风速登陆墨西哥和危地马拉边境地區。到了5月30日早上，风暴中心已经越过了中美洲地势最高的地区，并消散成低层环流。风暴带来的暴雨拓宽了空腔体，最终导致地陷的坍塌。

### 帕卡亚火山爆发

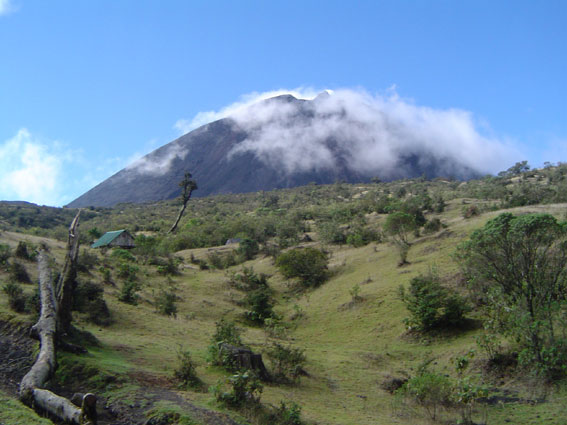
帕卡亚火山。

5月27日，阿加莎成为热带低气压两天前，位于危地马拉城以南约40公里的帕卡亚火山发生爆发，至少造成一人死亡，并给附近地区笼罩了一层厚厚的火山灰。这次喷发还促使政府关闭了该国的国际机场。随着阿加莎的形成，人们担心风暴带来的过量降雨可能会令情况更加严峻并引发火山泥流。火山灰导致地下管道被烟尘阻塞，增大了管道出现破裂的可能性。

## 坍塌和后果
当地一家《时针》（La Hora）日报的记者玛丽拉·卡斯坦尼欧（Mariela Castañón）在报道中称地面突然间就坍塌了，瞬间吞噬了一幢三层高的工厂和一位保安，电线杆也被拖入地下。政府称暂无法确定这位保安是否已经死亡。
这个地陷在危地马拉城的佐纳2区坍塌，至少造成15人死亡，还有300位居民的生命受到威胁。由于排污管道在此次坍塌中扮演了至关重要的角色，因此包括山姆·博尼斯在内的多位地质学家都要求危地马拉政府增大对下水道系统的检查频率。
据官方消息称，本次地陷的坍塌与2007年该市的另一个地陷存在类似之处，都有可能是因为排污管道破裂而引起。
更大范围内，当阿加莎在当地造成人员伤亡后，危地马拉立即宣布进入紧急状态。5月31日，政府开始部署国家援助，全国各地都开设了对风暴受害者的捐赠接收站点。据联合国人道主义事务协调办公室消息称，危地马拉的学校将至少关闭到6月4日。

### 填补地陷
地陷坍塌后，当地立即计划用水泥、石灰岩和水组成的复合材料对其进行填充。这种材料在当地被称为，曾被用来填补2007年的危地马拉城地陷。但是也有報道認為另一种被一些地质学家称之为「分级过滤技术」的方法可能效果会更好，这种方法将使用连续多层大石块、小石头和沙砾来填充地陷，同時也因为如果用水泥来填补地陷有機會会将地下径流发散到其他区域，提高该市其他地区将来发生地陷的可能性。而在分级过滤的方式下，水可以直接渗过去。